# Georg Frebold

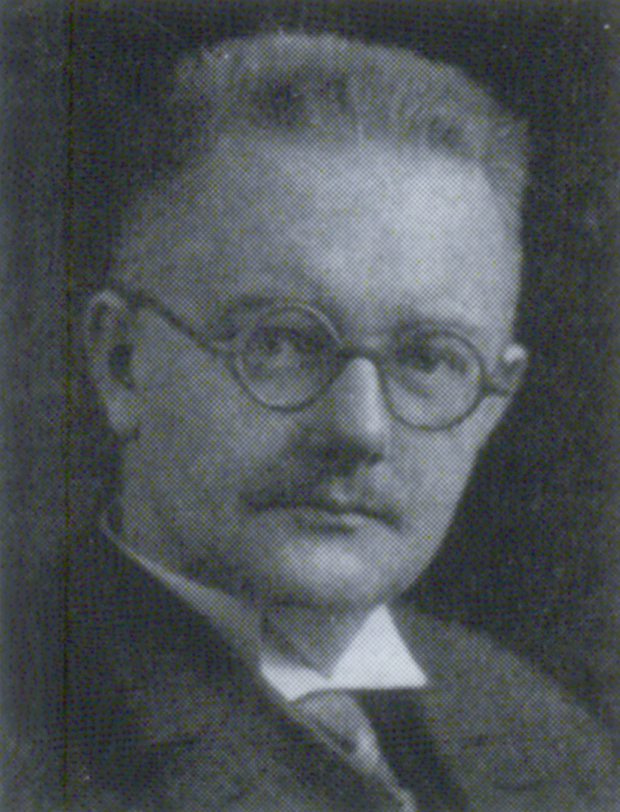
Georg Frebold, um 1931

Georg Karl August Frebold (* 1. Dezember 1891 in Hannover; † 24. Februar 1948 in Barsinghausen) war ein deutscher Geologe, Fotograf und Geologieprofessor an der Technischen Hochschule Hannover.

## Leben

### Werdegang
Georg Frebold legte 1912 an der Leibnizschule Hannover das Abitur ab und begann an der TH Hannover sein Studium (Elektrotechnik, Maschinenbau, Mathematik), das er in Halle fortsetzte (Philosophie). Er wurde 1921 an der Universität Tübingen promoviert (Der Einfluss der Zechsteinsalze auf die Gestaltung des Göttinger Leinetales). 1930 wurde er außerordentlicher und 1939 außerplanmäßiger Professor an der TH Hannover. Er trat zum 1. Mai 1933 der NSDAP bei (Mitgliedsnummer 2.376.258) und war 1940 bis 1945 Leiter des Amts Organisation des Nationalsozialistischen Deutschen Dozentenbundes (NSDDB) an der TH Hannover. Ab 1941 arbeitete er auch für das Generalgouvernement in Ostgalizien.
Neben regionaler Geologie von Niedersachsen befasste er sich mit praktischer Geologie.

### Familie
Frebolds Bruder Hans Frebold war ebenfalls Geologe (Experte für die Geologie der Arktis und Polarforscher).

## Ehrungen
- Eine Straße in Davenstedt ist nach ihm benannt.
- Ihm zu Ehren ist das Mineral Freboldit benannt.

## Schriften (Auswahl)
- Geologischer Führer durch das Hannoversche Bergland, 1. Teil: Das Gebiet rheinischer Störungen (Südlicher Teil), Borntraeger 1925
- Grundriß der Bodenkunde, De Gruyter 1926
- Über die Bildung der Alaunschiefer und die Entstehung der Kieslagerstätten Meggen und Rammelsberg, W. Knapp 1927
- Erzlagerstätten 1,2, Sammlung Göschen, de Gruyter 1929
- Einige geologische Besonderheiten der Reichsautobahn Hannover-Berlin. In: Die Straße. Jg. 2. 1935, S. 712–714
- Wichtige natürliche Hochbaugesteine Niedersachsens und ihre Verwendung an Bauten des Mittelalters, in: Jahrbuch der Geographischen Gesellschaft zu Hannover für 1936 und 1937, Hannover 1937
- Das Brockenmassiv: ein Deutungsversuch seiner inneren Struktur und seiner Raumgewinnung, Jahrbuch des Halleschen Verbandes für die Erforschung der mitteldeutschen Bodenschätze und ihrer Verwertung, Neue Folge, Band 16, 1938
- Untergrund, Bodenschätze und Formenbild des Gebietes der Stadt Hannover, in Erich Wunderlich (Hrsg.): Hannover. Bild, Entwicklungsgang und Bedeutg der niedersächsischen Hauptstadt. Zum 700 jährigen Jubiläum der Stadt Hannover (= Jahrbuch der Geographischen Gesellschaft zu Hannover für 1940/41), Teil 1, Hannover: Hahnsche Buchhandlung, S. 1–45
- Grundfragen der Erdgeschichte, Franckh´sche Verlagshandlung 1949
- Erde und Weltall, Franckh 1949
- Profil und Blockbild. Eine Einführung in ihre Konstruktion und das Verständnis topographischer und geologischer Karten, Braunschweig: Westermann 1951